# Kőröshegy
Kőröshegy is een plaats (Község) en gemeente in het Hongaarse comitaat Somogy. Kőröshegy telt 1712 inwoners (2001).